# عبد الرزاق عيد
عبد الرزاق عيد (10 سبتمبر 1950 -) كاتب ومفكر وباحث وسياسي سوري. نشط في معارضة النظام من قبل اندلاع الانتفاضة السورية عام 2011 من خلال لجان إحياء المجتمع المدني وإعلان دمشق، كما يترأس المجلس الوطني لاعلان دمشق في المهجر وبالتالي يترأس أول مجموعة منظمة معارضة لنظام بشار الأسد في سوريا، ويعتبر من الليبراليين السوريين.
هدد بالقتل عدة مرات وخطف عام 2007 وحوّل إلى محاكمة عسكرية عام 2003 ووجه له أحد أعضاء مجلس الشعب السوري تهمة الخيانة العظمى عام 2002، شارك بافتتاح عدة منتديات ثقافية في سوريا كان أشهرها منتدى الأتاسي في دمشق ومنتدى الكواكبي في حلب خلال مرحلة ربيع دمشق، وهو مقيم في فرنسا منذ 2008 بصفة لاجئ سياسي؛ له عدد من المؤلفات والمشاركات حول وضع الديموقراطية والحرية وحقوق الإنسان في سوريا.

## حياته

### النشأة
ولد عبد الرزاق عيد في مدينة أريحا في محافظة إدلب في 10 سبتمبر 1950، والده عبد الرحمن عيد رئيس رابطة رجال الثورة في حلب وإدلب وسليل عائلة شيوخ أزهريين.
انتقلت عائلته للعيش في مدينة حلب في أواخر الخمسينيات حيث كانت طفولته ونشأته.
حصل على شهادة " الليسانس " قسم اللغة العربية" في جامعة حلب عام 1974؛ أرفقها بشهادة " دبلوم الدراسات المعمقة في النقد الأدبي الحديث المتصل بالسرديات وتحليل النص وعلم المناهج"، من جامعة السوربون في باريس بتاريخ 29 حزيران 1981، كما حصل على شهادة الدكتوراه في "النقد الأدبي الحديث " بأطروحة عنوانها " عالم قصص زكريا تامر" المقدمة للمناقشة بتاريخ 18 شباط 1983 في جامعة السوربون أيضًا.

### مسيرته المهنية
درّس عيد الأدب الحديث في كلية الآداب والعلوم الإنسانية في جامعة حلب عام 1983 وطرد في العام ذاته «لأسباب أمنية»؛ ثم عين عام 1985 رئيسًا لقسم في وزارة الثقافة السورية حتى 1989 اعتقل خلالها عددا من المرات حتى قدّم استقالته أخيرًا تحت الضغط. عمل بعدها في مؤسسة عيبال الفلسطينية وشارك في إصدار كتابها الفصلي الدوري «قضايا وشهادات» وتفرغ خلال هذه الفترة للبحث العلمي والنقد الأدبي.
انتقل عام 1992 إلى اليمن حيث تعاقد مع جامعة عدن لتدريس اللغة العربيّة لمدة ثلاث سنوات، درّس خلالها النقد الأدبي والنثر الحديث ومناهج البحث الأدبي. عاد بعد هذا التعاقد إلى سوريا حيث ألف عددًا من الكتب وشارك في عدد من الجمعيات خصوصًا خلال مرحلة ربيع دمشق. حول إلى المحاكمة العسكرية عام 2003، وكان موضوع الدعوى مقالين كتبهما في جريدة النهار اللبنانية وهما: لجان إحياء المجتمع المدني وخطاب الإرهاب – وثقافة الخوف، غير أن الدعوى قد أسقطت في حزيران 2004 بعد صدور عفو رئاسي عام، وقد نشرت المقالتان ضمن كتابه «يسألونك عن المجتمع المدني». قبل هذه الإحالة، كان أحد أعضاء مجلس الشعب قد طالب بمحاكمته بتهمة الخيانة العظمى في آب 2002 على خلفية مقال نشره أيضًا في صحيفة النهار اتهمه فيه انه يدعو للتدخل الأجنبي في سوريا لإسقاط النظام، ما استدعى دعوة من وزارة التعليم العالي الفرنسية الطلب منه القدوم لباريس والتفرغ للبحث العلمي مدة ثلاث أشهر ريثما تهدأ الحملة الإعلامية والأمنية ضده في سوريا.
ساهم عيد مع مختلف القوى المعارضة السورية في تأسيس إعلان دمشق عام 2005 ووقع على البيان التأسيسي بصفته «مستقلاً». شارك في 9 آذار 2005 بالمنتدى الثقافي للمعارضة السورية في باريس وطالب بإصلاح العلاقات مع لبنان، كما شارك في العام ذاته في المؤتمر الدولي عن «الحداثات الإسلامية». في 4 ديسمبر 2005 ألقى عبد الرزاق عيد بإفادته عن وضع حقوق الإنسان ودولة القانون في سوريا والعالم العربي بناءً على دعوة معهد آسبن في برلين، الدعوة تكررت من معهد آسبن في باريس عام 2006 حين دعي للمشاركة في الحوار السوري الأوروبي الإمريكي حول مستقبل الحريات والديموقراطية في سوريا. تم منعه من المشاركة في مؤتمر «المجتمع المدني في العالم العربي» الذي عقد في الدوحة في نيسان 2006 عن طريق حظر سفره خارج سوريا دون إذن أمني مسبق، غير أنه شارك من باريس عام 2007 بإشهار رابطة العقلانيين العرب، وشارك أيضًا في نوفمبر 2008 بناءً على دعوة البرلمان الهولندي بمحاضرة عن مستجدات الشرق الأوسط عمومًا وسوريا على وجه الخصوص، وكان قد تعرض للخطف لعدة أيام عام 2007 خلال إقامته في حلب، ولميوله العلمانية فقد اتهمت الحكومة حينها جماعات أصولية بخطفه وإرسال تهديدات بقتله.
كما لم يتوان النظام السوري عن منعه من السفر حتى للعلاج من مرض السرطان في عام 2007 حتى رضخ للحملة الاعلامية وسمح له بالسفر للعلاج.
بعد الاعتقالات بالجملة التي حصلت لأركان إعلان دمشق غادر سرًا مع عائلته إلى بيروت بعد محاصرة منزله لعدة أيام بغية اعتقاله، سيّما بعد نشره عدد من المقالات المتعاطفة مع المعتقلين منهم، وبعد شهرين انتقل إلى فرنسا بصفة لاجئ سياسي في 26 أبريل 2008. بعد النفي، شارك عبد الرزاق عيد في عدد من النشاطات البارزة مثل محاضرته في بروكسل حول «حضور إعلان حقوق الإنسان في الفكر العربي الحديث» مستشهدًا بعبد الرحمن الكواكبي، كما ألقى في آذار 2009 محاضرة في واشنطن حول الوضع السوري بعنوان «النظام السوري: عطالة البنية واستحالة الإصلاح» بناءً على دعوة معهد هدسون للدراسات في واشنطن.
كتب بين عامي 2000 - 2004 وبشكل دوري في صحيفتي النهار والحياة؛ وكان يكتب سابقًا في مجلة الآداب البيروتية ومجلة الكرمل التي رأسها محمود درويش ومجلة النهج الصادرة عن مركز الأبحاث والدراسات الاشتراكية في العالم العربي، ومجلات ودوريات ثقافية وسياسية أخرى.

## المؤتمرات الأدبية
| - مؤتمر الأدباء في الجزائر عام 1975. - عدد من الندوات الثقافية والأدبية خلال إقامته في باريس بين: 1978 – 1983. - ندوة الرواية العربية – دمشق 1988. - الندوة العربية عن أدب غسان كنفاني، دمشق 1983. - ندوة جامعة عدن عن (التراث وقضايا العصر) عام 1992. - ندوة حول الرواية والقصة الخليجية والكويتية التي أقامتها اتحاد كتاب الكويت في الكويت 1994. - ندوة رواق عوشة بنت حسين عن (نحو إطار حضاري للمجتمع العربي في القرن 21) عام 1995، وذلك في دبي، ومن ثم الدعوة إلى محاضرة عن الرواية السورية في اتحاد كتاب الشارقة. - الندوة التأسيسية لمركز الدراسات والبحوث العربية الذي أسسه الرئيس علي ناصر محمد في دمشق 1995. - الندوة التي دعا لها مركز الدراسات والبحوث في مصر لتكريم المرحومة الدكتورة لطيفة الزيات بمناسبة بلوغها السبعين وذلك في عام 1995 في القاهرة، والمشاركة في بحث نقدي حول روايتها «الباب المفتوح». - ندوة (أبو حيان التوحيدي) التي نظمها المجلس الأعلى للثقافة والآداب والفنون في القاهرة عام 1995 | - ندوة حول فكر ياسين الحافظ في بيروت وصيدا وذلك في عام 1996. - المشاركة في الندوات الفكرية السنوية الدورية التي ينظمها قسم الفلسفة في جامعة دمشق على مستوى عربي، والتي تنشر أعمالها في كتاب. - الندوة العالمية عن الرواية العربية التي نظمها المعهد الفرنسي للدراسات الشرقية – دمشق سنة 2000. - الندوة التي نظمها المجلس الأعلى للثقافة والأداب والفنون في القاهرة – بمناسبة مائة عام على صدور الطبعة الأولى لكتاب قاسم أمين " تحرير المرأة سنة 1999. - الندوة التي أقامها معهد اللغة العربية وأدابها – جامعة الجزائر – حول مناهج البحث السوسيولوجي في الرواية – والمشاركة في لجنة تحكيم مهرجان بسكرة الشعري – سنة 2001. - الندوة العالمية التي أقامها المهد الفرنسي للدراسات العربية – حلب – تحت عنوان «تيار الإصلاح الديني ومصائره في المجتمعات العربية» بمناسبة الذكرى المئوية لرحيل الإمام عبد الرحمن الكواكبي – 31 أيار – 1 حزيران 2002. - الندوة العلمية عن الأدب العربي الحديث – بين 1/ 3 إلى 5/3 / 2003 – جامعة السوربون (باريس3). - المؤتمر الدولي الثاني عن حرية التعبير 18/ 20 /9 / 2004 – مكتبة الإسكندرية – مصر. - الندوة العالمية عن «النقد الأدبي في المشرق العربي: التفاعل العربي الفرنسي» المقامة بدعوة المعهد الفرنسي للدراسات العربية بدمشق ما بين 22 و23/11/2004. |

## مؤلفاته
لعبد رزاق عيد ما يفوق ثلاثين كتابًا، خلال بدايته كانت تختص بالأدب، لاحقًا تحولت إلى كتب حول المجتمع المدني وقيم الثقافة والعلمانية والحداثة وعلاقتها بالإسلام. العديد من هذه الكتب أعيد طبعها عدة مرات في دمشق وبيروت والقاهرة على وجه الخصوص.
| - عالم حنا مينة الروائي، بيروت 1979. - دراسات نقدية في الرواية والقصة العربية، دمشق 1980. - حوار في علاقات الثقافة والسياسة، دمشق 1984. - الثقافي، الجمالي، الايديولوجي، اللاذقية 1988. - في سوسيولوجيا النص الروائي، دمشق 1988. - عالم قصص زكريا تامر، بيروت 1990. - مدخل إلى فكر رئيف خوري، قبرص 1990. - نحن والبيروستريكا، اللاذقية 1991. - الرواية والتاريخ، اللاذقية 1992. - الثقافة الوطنية: الحداثة ومشكلة الهوية، حلب 1995. | - طه حسين العقل والدين، حلب 1995. - ياسين الحافظ: نقد حداثة التأخر، حلب 1996. - أزمة التنوير: شرعنة الفوات الحضاري، دمشق 1997. - الديموقراطية بين العلمانية والإسلام، دمشق 1999. - إنجاز بحث حول النظام الأبوي وعلاقته بحقوق الإنسان، كمبردج 1999. - أبو حيان التوحيدي: فصل الدين عن الدولة، فصل الدين عن الفلسفة، دمشق 2001. - ذهنية التحريم أم ثقافة الفتنة، اللاذقية عام 2001. - قراءة سوسيو- دلالية في «مدن الملح»، دمشق 2002. - سدنة هياكل الوهم، نقد العقل الفقهي: البوطي نموذجًا، بيروت 2003. - يسألونك عن المجتمع المدني: ربيع دمشق الموؤد، القاهرة 2003. | - سدنة هياكل الوهم، نقد العقل الفقهي: يوسف القرضاوي بين التسامح والإرهاب بيروت 2005. - محمد عبده: إمام الحداثة والدستور، بيروت 2006. - الإسلام والحداثة: تجربة محمد عبده، بيروت 2006. - هدم الهدم: إدارة الظهر للأب السياسي والثقافي والتراثي، بيروت 2008. - طه حسين: رائد الليبرالة العربية، القاهرة 2008. - الأدبية السردية كفعالية تنويرية، بيروت 2012. - الرواية كممارسة نهضوية، بيروت 2012. |

## مواقع خارجية
- مؤلفات لعبد الرزاق عيد - الحوار.